# Svenska Motorsportförbundet
Svenska Motorsportförbundet (tidigare Svenska Motorcykel- och Snöskoterförbundet) är ett specialidrottsförbund för motorcykel- snöskoter- och racerbåtssporten i Sverige, förkortat Svemo. Svemos uppgift är att utveckla, leda och övervaka den svenska tävlingsverksamheten. Förbundet samlar alla som vill träna och tävla med motorcykel, snöskoter och racerbåtar och försäkrar och utbildar förare, tränare och ledare på nationell och lokal nivå. Svemo skriver också regler och godkänner banor. 
Svenska Motorsportförbundet har sitt ursprung i Sveriges Motorfederations Svemosektion, bildad 1936. På 1960-talet delade man upp sig i specialförbund och år 1961/1962 invaldes Svemo i Riksidrottsförbundet som ett självständigt specialförbund. 2021 genomfördes ett samgående mellan Svemo och SVERA, Svenska Racerbåtförbundet. Svemo bytte år 2020 namn från  Svenska Motorcykel- och Snöskoterförbundet till Svenska Motorsportförbundet inför samgåendet. Med SVERAS inträde i Svemo ingår numera även disciplinerna Aquabike, Offshore, Rundbana och Svävare i Svemos verksamhet. 
Förbundets kansli ligger i Norrköping. Cirka 550 av landets mc-klubbar är organiserade i förbundet med tillsammans ett 160 000-tal medlemmar över hela Sverige. Svemo är också ansluten till den internationella motorcykelfederationen FIM och till den europeiska delen FIM Europe. 

## Discipliner
- Aquabike
- Dragracing (motorcykel och snöskoter)
- Enduro
- Isbana
- Isracing
- Minimoto
- Motocross
- Offshore
- Roadracing
- Rundbana
- Skotercross
- Speedway
- Supermoto
- Svävare
- Trial